# 延岡道路
延岡道路（のべおかどうろ）は、宮崎県延岡市を通る延長20.6kmの国道10号バイパスである。全線が東九州自動車道に並行する一般国道自動車専用道路である。2005年（平成17年）4月23日に延岡JCT - 延岡南IC間7.8kmが開通し、この区間は無料で通行できる。延岡IC - 北川IC間12.8kmも2012年（平成24年）12月15日に開通した。
延岡IC/JCT - 北川IC間が開通してからは、同路線は「東九州自動車道」（または「東九州道」）という道路名で案内されている。（ただし、標識によっては事業名通りの「延岡道路」で案内されているものもある）
高速道路ナンバリングによる路線番号は「E10」が割り振られている。

## 概要

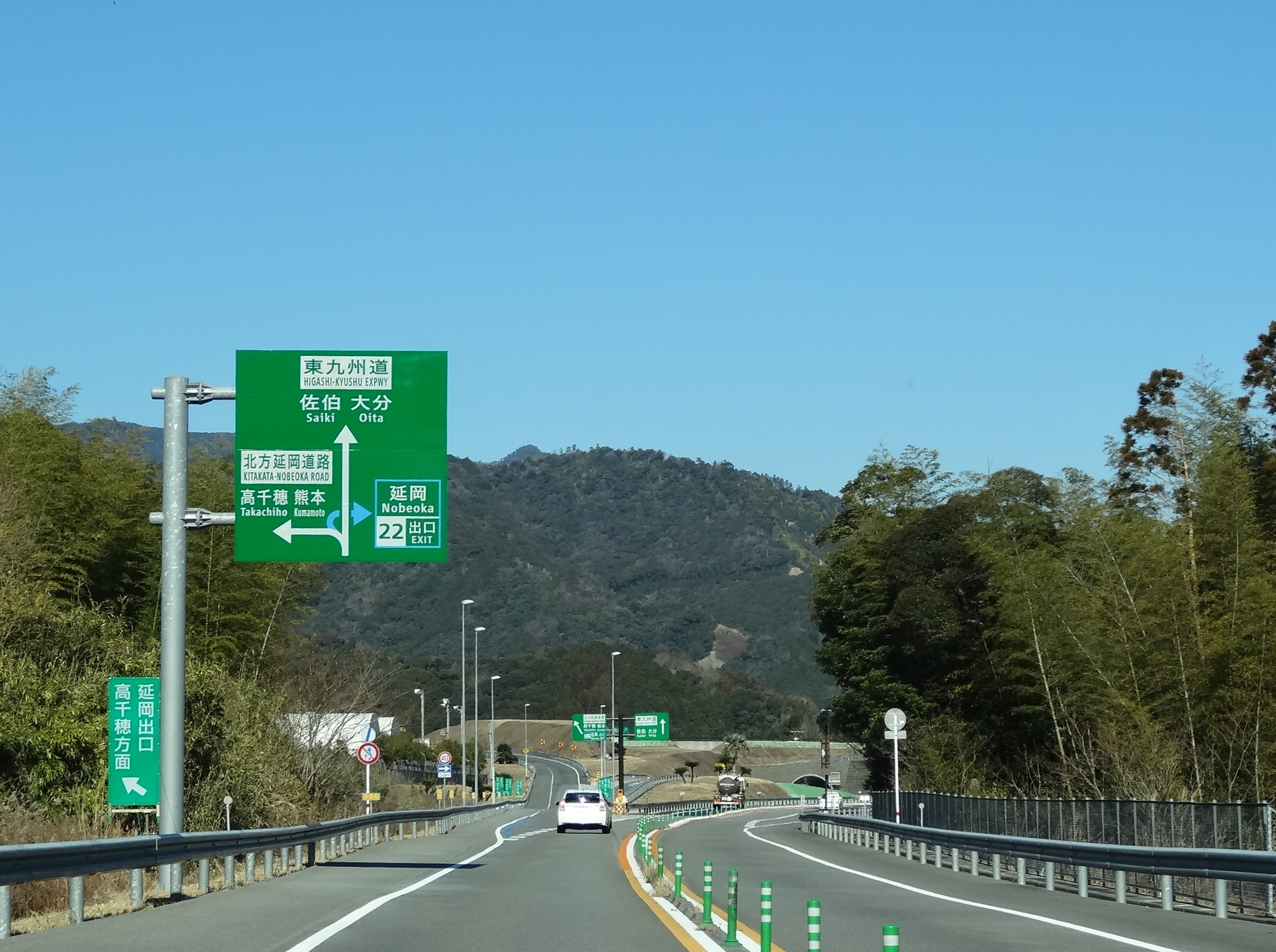
延岡JCT/IC（宮崎方面からの分岐点）

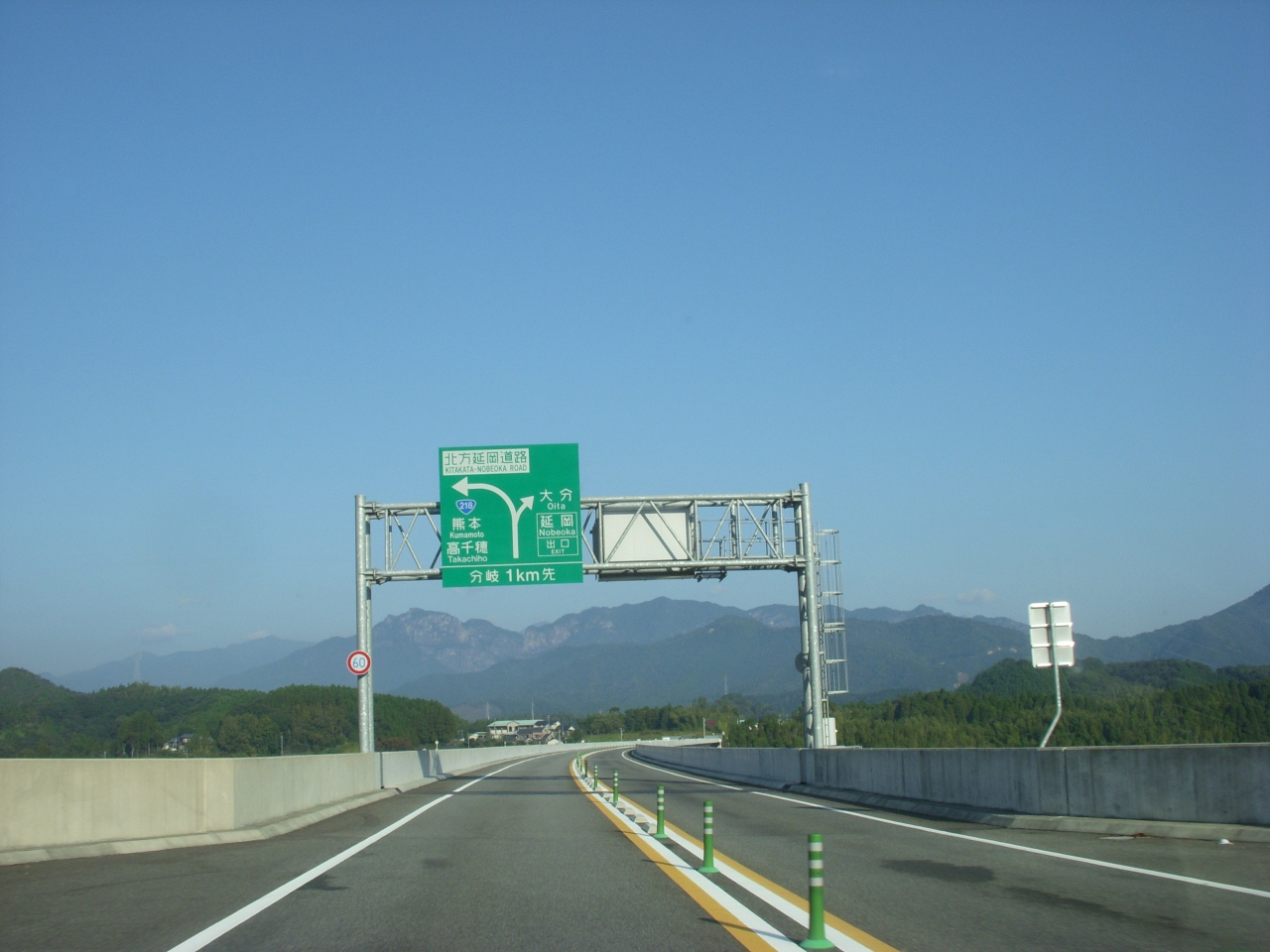
大分方面延伸前の標識

- 起点：宮崎県延岡市北川町大字長井字上迫
- 終点：宮崎県延岡市伊形町
- 全長：20.6km
- 規格：第1種第2級
- 道路幅員：23.5m
- 車線数：暫定2車線（完成4車線）
- 車線幅員：3.5m
- 設計速度：100km/h

## 沿革
- 1994年（平成6年）10月6日：都市計画決定。
- 1994年（平成6年）度：事業化。
- 2005年（平成17年）4月23日：延岡IC - 延岡南IC間（7.8km）暫定2車線で供用開始。
- 2011年（平成23年）2月3日 : 東九州自動車道新設工事（大分県佐伯市大字上岡から宮崎県延岡市北川町長井まで）並びにこれに伴う二級河川及び市道付替工事について国土交通大臣より土地収用法に基づく事業認定が公示される[2]。
- 2012年（平成24年）12月15日：北川IC - 延岡IC間開通により、延岡道路の全線供用開始。
- 2013年（平成25年）度：延岡IC - 新宇和田トンネル間の1500m区間において、「追い越し車線」の形で4車線化工事に着工[3]。
- 2019年（平成31年/令和元年）4月 - 5月：夜間通行止め規制を行い土工部に上下線分離のワイヤーロープを設置。
- 2020年（令和2年）3月30日：延岡南道路の料金体系変更に伴い、中型車以上の現金車を対象に、延岡IC - 延岡南ICに通行料金を設定[4]。

## インターチェンジなど
- 全区間宮崎県内に所在。
- IC番号欄の背景色が■である部分については道路が供用済みの区間を示している。
また、施設名欄の背景色が■である部分は施設が供用されていない、または完成していないことを示す。
未開通区間の名称は仮称である。

| IC 番号                          | 施設名   | 接続路線名                                                   | 北九州JCT から (km) | BS | 備考                   | 所在地        |
| -------------------------------- | -------- | ------------------------------------------------------------ | ------------------- | -- | ---------------------- | ------------- |
| E10 東九州自動車道（新直轄区間） |          |                                                              |                     |    |                        |               |
| 21                               | 北川IC   | 国道10号、東九州自動車道（新直轄区間）                       | 202.2               |    | 道の駅北川はゆまに隣接 | 宮崎県 延岡市 |
| 22                               | 延岡JCT  | E77 九州中央自動車道（北方延岡道路） 県道241号延岡インター線 | 215.0               | -  |                        | 宮崎県 延岡市 |
| 22                               | 延岡IC   | E77 九州中央自動車道（北方延岡道路） 県道241号延岡インター線 | 215.0               | ○  |                        | 宮崎県 延岡市 |
| 23                               | 延岡南IC | 国道10号 （土々呂バイパス・延岡南道路）                      | 222.8               |    |                        | 宮崎県 延岡市 |
| E10 東九州自動車道 延岡南道路    |          |                                                              |                     |    |                        |               |

## 主なトンネル・橋梁
- はゆま大橋 : 594m
- 北川トンネル : 630m
- 的野トンネル : 479m
- 須佐トンネル : 245m
- すさ大橋 : 452m
- 差木野トンネル : 934m
- 大峡トンネル : 704m
- 桜ヶ丘トンネル : 1,141m
- 祝子トンネル : 1,925m
- 新宇和田トンネル : 1,504m
- 延岡若あゆ大橋 : 735m
- 三須トンネル : 658m
- 寺畑谷第一トンネル : 676m
- 寺畑谷第二トンネル : 633m
- 屋敷内第一トンネル : 79m
- 屋敷内第二トンネル : 322m
- 石田トンネル : 397m

## 通行料金
2020年3月30日より、延岡南IC周辺の生活道路への大型車流入対策の一環として、延岡南ICにおいて延岡道路（大分方面）との流出入時の通行料金を設定。詳細は延岡南道路・延岡南ICを参照されたい。

## ギャラリー

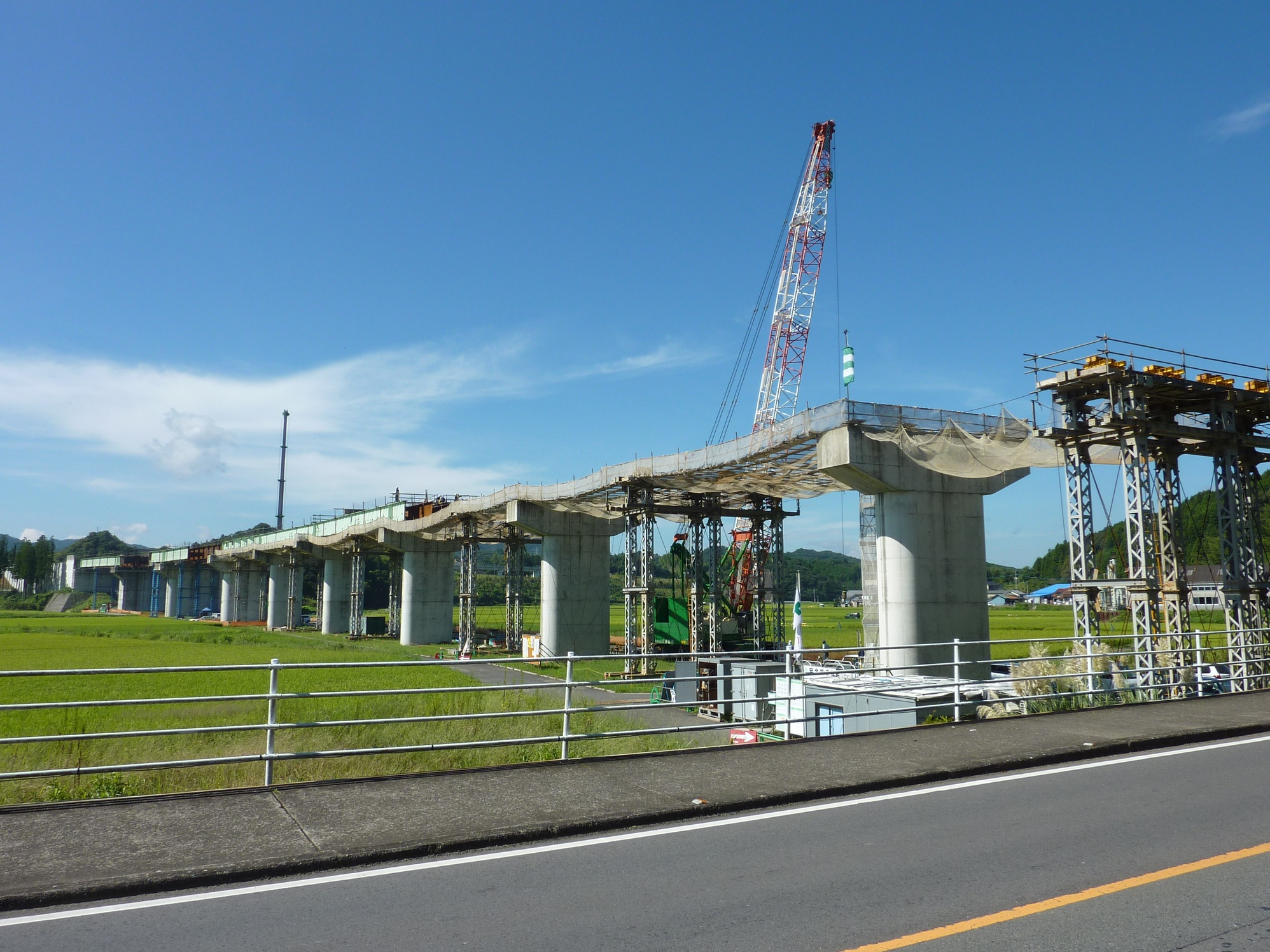
建設当時の国道218号とのオーバークロス部 （2010年9月11日）
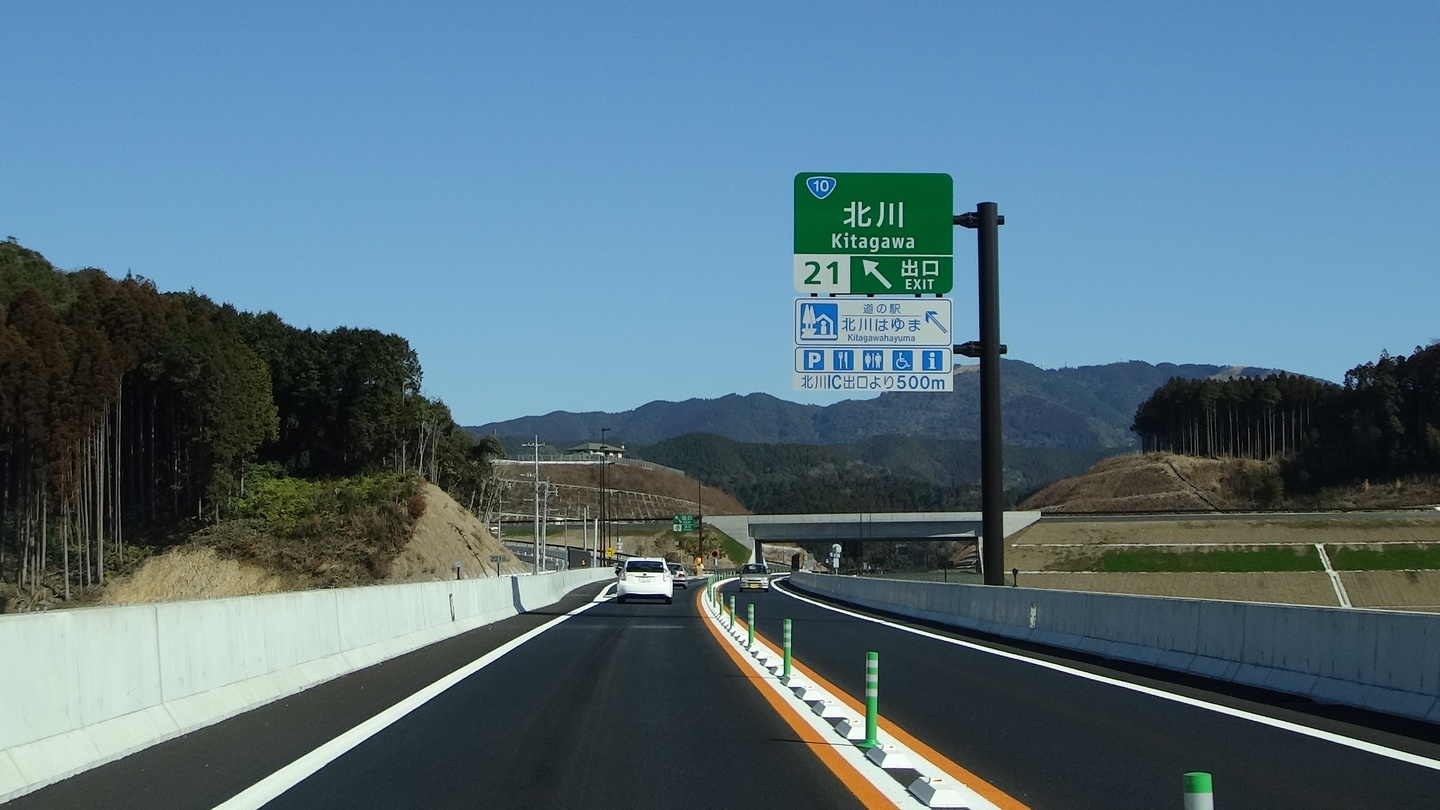
北川IC付近。道の駅北川はゆまの案内標識がある。

## 参考
- 再評価結果（平成24年度事業継続箇所）事業名・一般国道10号 延岡道路 (PDF)  - 国土交通省道路局国道・防災課